# Michaił Cechanowski
Michaił Michajłowicz Cechanowski (ros. Михаи́л Миха́йлович Цехано́вский; ur. 26 maja?/7 czerwca 1889 w Płoskirowie, zm. 22 czerwca 1965 w Moskwie) – radziecki animator i reżyser filmów animowanych. Najbardziej znany z wyreżyserowania filmu Dzikie łabędzie, który zrealizował wspólnie z małżonką Wierą Cechanowską oraz filmu Królewna żabka, którego zrealizował samodzielnie. Zasłużony Działacz Sztuk RFSRR (1964).

## Filmografia
- 1929: Poczta[2] (Почта)
- 1930: Skazka o popie i o rabotnikie jego Bałdie (Сказка о попе и о работнике его Балде)
- 1931: Pacyfik 231[2] (Пасифик 231)
- 1931: Gopak (Plas) (Гопак (Пляс))
- 1940: Skazka o głupom myszonkie (Сказка о глупом мышонке)
- 1941: Kinokoncert 1941 (Киноконцерт 1941 года)
- 1942: Choinka[2] (Ёлка (Новогодняя сказка))
- 1944: Telefon (Телефон)
- 1948: Cwietik-siemicwietik (Цветик-семицветик)
- 1950: Bajka o rybaku i rybce[2] (Сказка о рыбаке и рыбке)
- 1952: Kasztanka[2] (Каштанка)
- 1954: Królewna żabka[2] (Царевна-Лягушка)
- 1956: Diewoczka w dżunglach (Девочка в джунглях)
- 1958: Skaz o Czapajewie (Сказ о Чапаеве)
- 1959: Legienda o zawieszczanii mawra (Легенда о завещании мавра)
- 1960: Lisa, bobior i drugije (Лиса, бобёр и другие)
- 1962: Dzikie łabędzie (Дикие лебеди)
- 1964: Poczta (Почта)

## Nagrody
- 1949: Międzynarodowy Festiwal Filmowy w Mariańskich Łaźniach – nagroda dla najlepszego filmu dla dzieci (Cwietik-siemicwietik, 1948)
- 1951: Międzynarodowy Festiwal Filmowy w Karlowych Warach – nagroda (Bajka o rybaku i rybce, 1950)
- 1960: Międzynarodowy Festiwal Filmowy w Mar del Plata – „Srebrny Liść Dębu” (Królewna żabka, 1954)